# Qattarasänkan
Qattarasänkan, (arabiska: منخفض القطارة Munkhafad al-Qattarah), är en dal i Västra öknen av Mersa Matruh (guvernement) i nordvästra Egypten. Sänkan ligger i genomsnitt cirka 60 meter, och med en lägsta punkt av 133 meter, under havets nivå. Sänkan är världens största depression med en yta mellan 26 000 och 44 000 km2 under havsytan Botten på Qattara utgörs av en saltskorpa. De mest kända oaserna i området är Moghra-oasen, med bräckt vatten, och Qara-oasen, med en fast bosättning av cirka 300 människor. Sedan 12 juni 2003 är Qattarasänkan uppsatt på listan över Tentativa världsarv i Afrika tillsammans med oasen Dakhla under namnet Stora ökenlandskap.

## Qattarasänkan
Den enda permanenta bosättningen i Qattarasänkan ligger vid Qara-oasen i västra kanten av sänkan och har cirka 300 invånare. Sänkan bebos också av beduiner och deras boskap.
I sänkan norra delar finns det salta kärr och vidsträckta områden med uttorkad sjöbotten som översvämmas emellanåt. En viktig oas i sänkan är Moghra-oasen med en 4 km2 sjö av bräckt vatten inklusive områden med bladvass. De salta kärren uppgår till cirka 300 km2 men vindburen sand tar över mer och mer i vissa områden. Ungefär en fjärdedel av området består av uttorkad sjöbotten med en hård, torr saltskorpa.

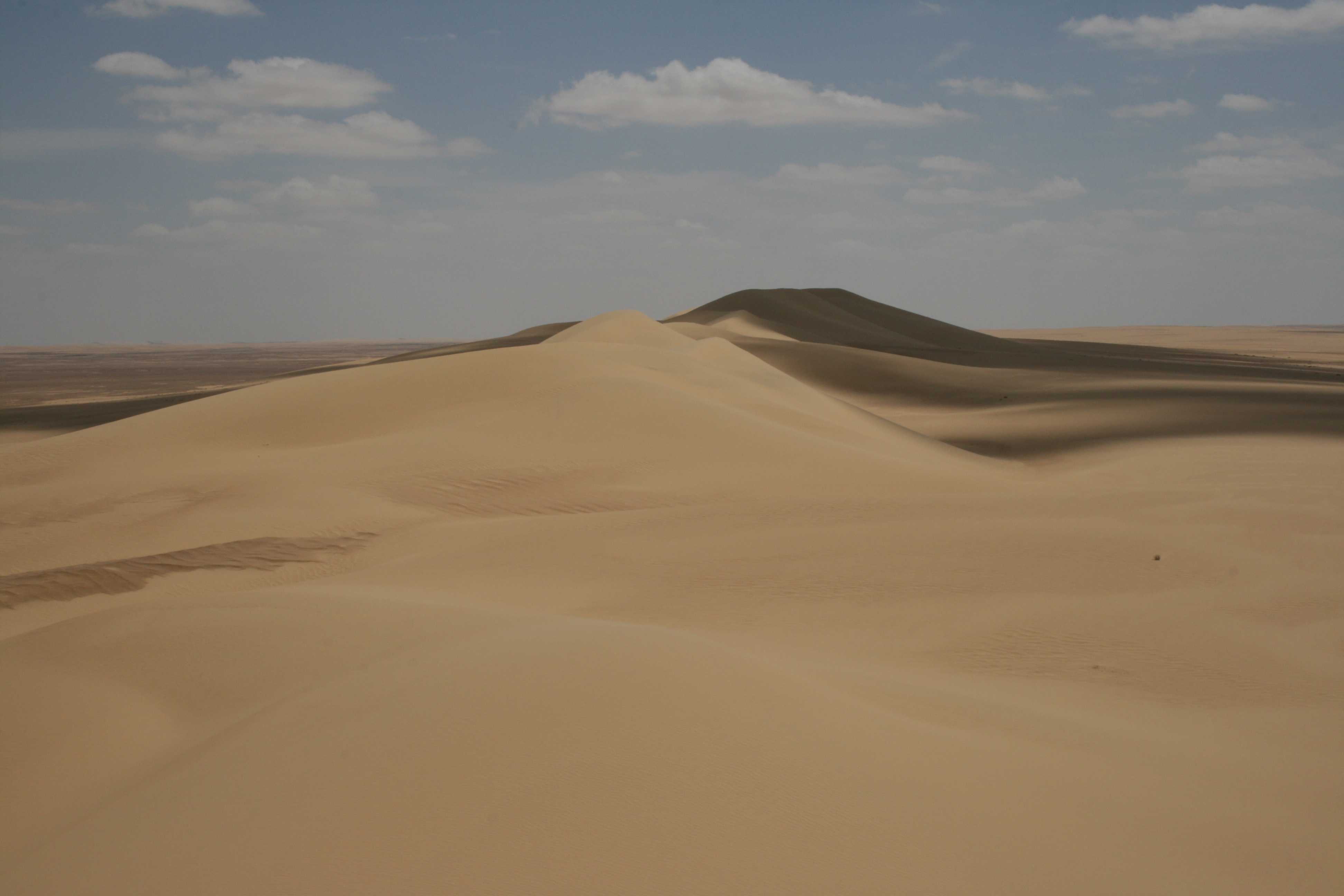
Sanddyner i Qattarasänkan

Sänkan är också en viktig naturlig hemvist för geparden, där de vanligaste och tätaste observationerna är i dess nordvästliga del inklusive de otillgägliga oasrena Ein EI Qattara och Ein EI Ghazzala.

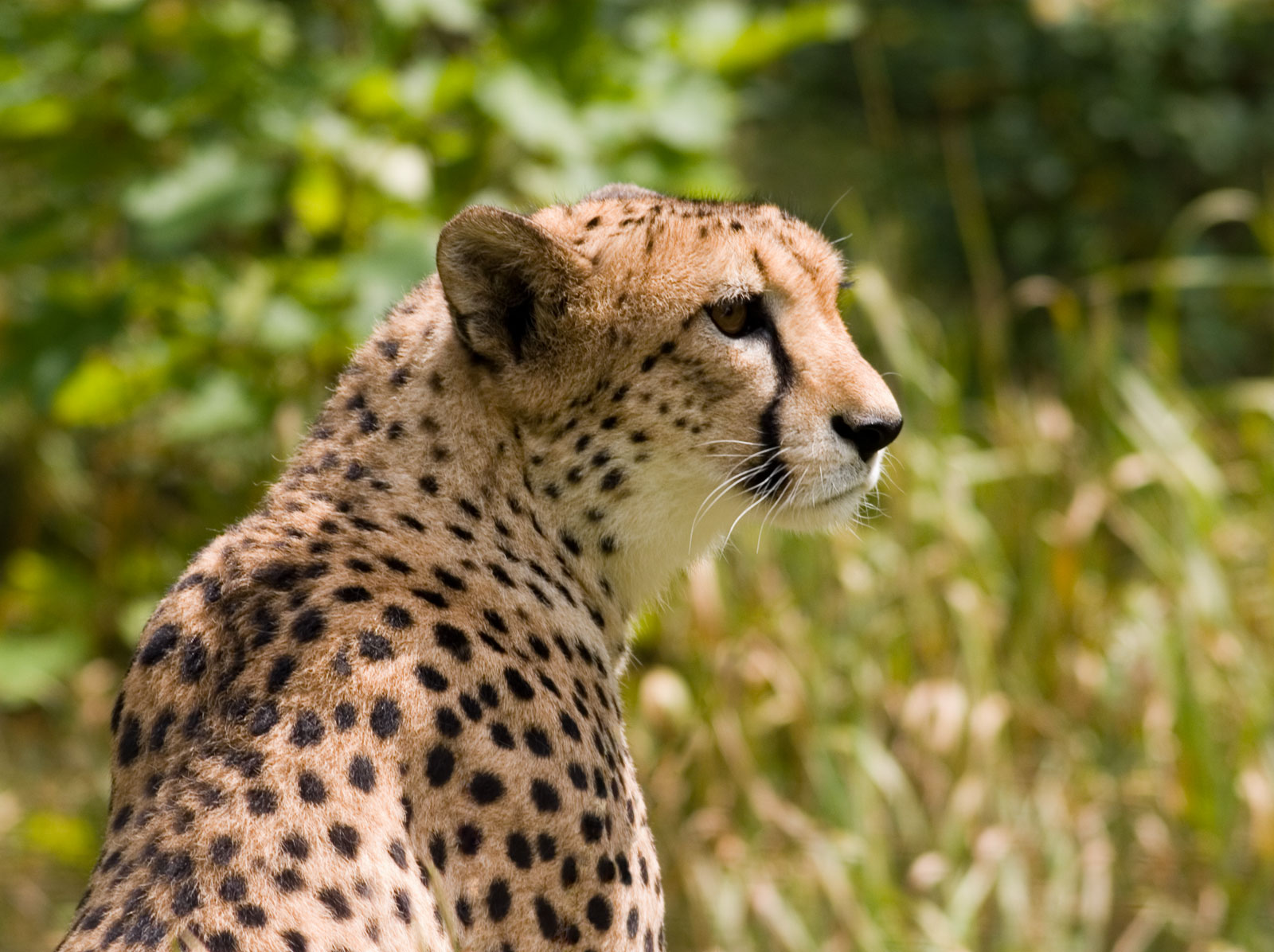
Trots den sterila miljön förekommer det geparder i Qattarasänkan

I området finns dessutom gaseller, kaphare (Lepus capensis), guldschakal (Canis aureus hupstar), brunryggad sandräv (Vulpes rueppelli) och mer sällsynt Fennek (Vulpes zerda).

## Planer på vattenkraftutbyggnad
Planer finns sedan länge att utnyttja sänkan för produktion av vattenkraft genom att bygga en drygt 50 km lång tunnel och kanal från Medelhavet. Då avdunstningen är mycket stor i området kan hela tiden nytt vatten tillföras. Största utbytet ur vattenkraftssynpunkt (ca 650 MW) erhålls med en sjö med en nivå på 50-60 m under havsytan. De senaste planerna under 1980-talet gällde en sjö på nivån 90 m under havsytan med en yta av 5 000 km2. Planerna avskrevs då på grund av höga kostnader. Projektet skulle förändra lokalklimatet med större fuktighet, ökad molnighet och lägre temperatur, och leda till ökad växtlighet.  
Liknande projekt övervägs i Libyen samt för Döda havet. Det har även diskuterats att leda en del av Nilens vatten till Qattara, då även för jordbruksändamål.